# 文徳郡
文徳郡（ムンドクぐん）は、朝鮮民主主義人民共和国平安南道西北部に位置する郡。郡名は高句麗の将軍・乙支文徳に由来する。

## 地理
清川江の河口部に位置し、西は黄海に面する。西部の清川江河口一帯は渡り鳥の保護区として2018年にラムサール条約登録地となった。

### 隣接行政区
- 北 － 安州市
- 南 － 粛川郡
- 内部 － 清南区

## 行政区域
1邑・1労働者区・21里を管轄する。
| - 文徳邑（ムンドグプ） - 西湖労働者区（ソホロドンジャグ） - 金渓里（クムゲリ） - 南上渓里（ナムサンゲリ） - 南二里（ナミリ） - 東林里（トンニムニ） - 東四里（トンサリ） - 龍南里（リョンナムニ） - 龍潭里（リョンダムニ） - 龍林里（リョンニムニ） - 龍盤里（リョンバンニ） - 龍五里（リョンオリ） | - 龍中里（リョンジュンニ） - 龍興里（リョンフンニ） - 立石里（リプソンニ） - 馬山里（マサンニ） - 万興里（マヌンニ） - 上北洞里（サンブクトンニ） - 上八里（サンパルリ） - 聖法里（ソンボムニ） - 漁龍里（オリョンニ） - 仁興里（イヌンニ） - 豊年里（プンニョンニ） |

## 歴史
612年、隋の煬帝は第二次高句麗遠征（隋の高句麗遠征）の軍を送った。高句麗は薩水（清川江）一帯で隋と戦い、勝利を収めた。このときの高句麗の将軍が乙支文徳であり、のちにつけられた郡名は彼を顕彰したものになっている。
1945年8月15日の時点で、この地域は安州郡に属していた。1952年12月、龍花面・大尼面・立石面・燕湖面が安州郡から分離され、文徳郡（1邑24里）が新設された。1980年2月、安州労働者区・新里・龍北里が郡から分離され、道直轄の清南区となった。

### 年表
この節の出典
- 1952年12月 - 郡面里統廃合により、平安南道安州郡立石面・大尼面・龍花面・燕湖面をもって、文徳郡を設置。文徳郡に以下の邑・里が成立。(1邑24里)
  - 文徳邑・南上渓里・龍南里・金渓里・上北洞里・漁龍里・尼西里・万興里・龍興里・協興里・龍中里・龍盤里・龍潭里・馬山里・南二里・東四里・上八里・仁興里・東林里・西湖里・龍林里・聖法里・新里・龍北里・博飛里
- 1953年 (1邑25里)
  - 東林里の一部が分立し、龍五里が発足。
  - 文徳邑が立石里に降格。
  - 協興里が文徳邑に昇格。
  - 南二里の一部が博飛里に編入。
- 1954年 - 新里の一部が分立し、安州労働者区が発足。(1邑1労働者区25里)
- 1958年 - 龍興里の一部が立石里に編入。(1邑1労働者区25里)
- 1959年 - 博飛里が龍五里に編入。(1邑1労働者区24里)
- 1977年 - 尼西里が豊年里に改称。(1邑1労働者区24里)
- 1980年2月 - 安州労働者区および新里・龍北里の各一部が新設の清南区に編入。(1邑24里)
- 1981年 - 万興里・上北洞里の各一部が文徳邑に編入。(1邑24里)
- 1991年 - 西湖里が西湖労働者区に昇格。(1邑1労働者区23里)
- 1997年末 - 清南区文化洞・相逢洞・忠誠洞・孝誠洞・コムン金洞・楽園洞・産業洞・セゴリ洞を編入。(1邑5労働者区23里)
  - 文化洞・楽園洞が合併し、文化労働者区が発足。
  - 相逢洞・コムン金洞が合併し、相逢労働者区が発足。
  - 忠誠洞・セゴリ洞が合併し、忠誠労働者区が発足。
  - 孝誠洞・産業洞が合併し、孝誠労働者区が発足。
- 1999年 - 文化労働者区・相逢労働者区・忠誠労働者区・孝誠労働者区・新里・龍北里および西湖労働者区の一部が新設の清南区に編入。(1邑1労働者区21里)

## 交通
- 平義線
  - 文徳駅
- 安州炭鉱線
  - 文徳駅 - 聖法駅 - （清南区1駅） - 立石炭鉱駅 - 汰香駅 - 平南西湖駅 - ソシ駅 - 和豊駅
  - 南洞支線：三川浦駅
- 清南線
  - 龍林駅 - （粛川郡3駅） - 三川浦駅 - ソシ駅